# Русские в Непале
Русские в Непале — небольшая этническая община Непала. Русские, проживающие на территории Непала, являющиеся либо гражданами Непала (переехавшие в Непал и получившие Непальское гражданство, а также их потомки), либо гражданами России, проживающими в Непале временно.

## История
Русская эмиграция в Непал началась в конце 1960-х годов. Непальские мужчины, которые находились на обучении в Советском Союзе, вступали в браки с русскими женщинами. Когда студенты возвращались домой, некоторые из них брали с собой своих жён. Эта тенденция продолжалась до начала 1990-х годов, так как число непальских студентов в советских вузах продолжало расти. 24 семей непальцев с русскими женами поселились в Непале, большинство в Катманду.
После распада Советского Союза большинство непальцев вернулись домой, поэтому число этнических русских увеличилось, достигнув 58 человек на своем пике в начале 2000-х годов. В данный момент 25 русских женщин проживают в Катманду.
В 1979 году в Катманду был открыт Русский культурный центр, в котором проводятся праздники и кинопоказы для русской общины.